# Tran Thieu De
Trần Thiếu Đế, namn vid födseln Trần Yên, född 1396 och var den trettonde och sista kejsaren av Trandynastin i Vietnam, även om två släktingar till Trần Thiếu Đế kom att styre mellan 1407 till 1414. Han regerade från 1398 till 1400. Han kom att efterträdas av sin morfar Hồ Quý Ly.